# Atkinson-ciklus
Az Atkinson-ciklus termodinamikai körfolyamat, amely az Otto-motorok működésének alapját képező Otto-ciklus módosítását jelenti. Az Atkinson-ciklus megvalósításának célja a termikus hatásfok növelése, ezáltal a fajlagos üzemanyagfogyasztás és károsanyag-kibocsátás csökkentése.

## Az Otto- és az Atkinson-ciklus összehasonlítása
Az Atkinson-ciklust megvalósító belsőégésű hőerőgépek működése alapvetően az Otto-ciklusú motorokéból származtatható, és az Otto-motoroknak egy kedvezőtlen adottságát küszöbölik ki. Az Otto-ciklus termikus hatásfoka (a tüzelőanyagban rejlő kémiai energia felszabadítása során nyert hőenergia mozgási energiaként történő hasznosulása) kedvezőtlen. A motorból kivehető mozgási energiát elsősorban a munkavégző ütemben nyert energia és a sűrítés energiaszükségletének különbsége határozza meg, amely az elméleti p–V diagramban a C-D-E-F útvonal által határolt területtel arányos (a terület az egy teljes ciklusban nyerhető energiával egyenlő). Veszteségeket okoz a töltéscsere (szívás és kipufogás) energiaszükséglete, továbbá a mechanikus veszteségek. A szívási veszteség abból adódik, hogy a  hengerbe tóduló keverék nyomása alapesetben kisebb a légköri nyomásnál az áramlási veszteségek (ez kis pillangószelep-állásnál főleg a fojtószelepnél lép fel) miatt, ezért a dugattyúnak a lefelé történő mozgás során (A-B útvonal) a nyomáskülönbség miatt fellépő erőt le kell győznie.  Ugyanígy, a kipufogás üteme alatt (C-H) a hengerben uralkodó nyomás valamivel nagyobb a légköri nyomásnál az áramlási veszteségek (pl. a hangtompító és a katalizátor fojtó hatása) miatt, így az égéstermékek eltávolításához is szükséges bizonyos energia.
A termikus hatásfokot erősen rontja, hogy a munkavégző ütem végén a még forró égéstermék nyomása, nem hasznosuló energiatartalma viszonylag nagy, és ez kipufogáskor veszendőbe megy. A hagyományos Otto-motorban ez a veszteség elkerülhetetlen, mértéke összefügg a kompresszióviszonnyal, ahogy az Otto-féle körfolyamat p-V diagramjai ezt szemléltetik 9 : 1 és 13 : 1 sűrítési arányra vonatkoztatva. A hatásfok növelésének módja a kompresszióviszony növelése, de ennek határt szab az, hogy nagyobb sűrítési aránynál a keverék az adiabatikus folyamatban túlságosan felmelegszik, és káros öngyulladás (kopogás) lép fel.
A kipufogó forró füstgázok energiájának részleges hasznosítása az Otto-ciklusban segédberendezésekkel oldható meg. A füstgázokkal hajtott turbina és vele egy egységbe épített feltöltő kompresszor szolgáltathatja a levegő-tüzelőanyag keverék beszívásához szükséges energia nagyobb részét, ezzel csökkentve a szívóütem alatt fellépő energiaveszteséget. 
Szignifikáns termikushatásfok-növekedést okoz, ha a munkavégző ütem hosszabb, mint a sűrítő ütem (Atkinson-ciklus).  Ez esetben a sűrítés energiaigénye nem nő, míg a munkavégző ütemben nyert energia nagyobb lesz. Ha a töltéscsere veszteségeitől (amely az A-B-B’-G útvonal által körbezárt területtel arányos) eltekintünk, a ciklusból kivehető mozgási energia elvileg a F-B’-C-D-E útvonal által körbezárt területtel arányos. A dugattyú löketének modulálása sokféleképpen, viszonylag egyszerűen megoldható mechanikus szerkezetekkel, például modulálás érhető el a főtengelyhez képest fele fordulatszámú második főtengellyel és az ahhoz kapcsolódó ellendugattyúval [1]. Ez a megoldás, akárcsak a kördugattyús motor [2] egyelőre inkább csak érdekességként említhető. Atkinson-cikluson alapuló motorok építhetők az általánosan megszokott, ezért  kiforrott és nagyon üzembiztos (henger + alternáló mozgású dugattyú + excenteres főtengely) szerkezettel is. Néhány megoldást részletesebb is vizsgáljunk meg, amelyek között vannak, amelyek már sorozatgyártású járművekben is megjelentek.

## Atkinson-cikluson alapuló motorok

Az Atkinson-ciklus felhasználásával építette meg James Atkinson 1898-ban  szabadalmaztatott gépét. Ez a korai megoldás azon alapul, hogy a lökethosszt mechanikus megoldással, a hajtókarhoz csatlakozó több elemből és csapágyból álló szerkezettel módosítja. Az összetett mechanizmus a főtengelyt olyan módon hajtja meg, hogy a motor négy üteme, vagyis a dugattyú két oda-vissza mozgása alatt fordul egyet a főtengely, illetve ezalatt játszódik le az ehhez csatolt lökethossz-módosító mechanizmus mozgásának egy teljes periódusa.  Ennek a szerkezetnek a működését szemlélteti a [3] animáció. A dugattyú  a motor szívó és sűrítő üteme alatt kisebb utat tesz meg, mint a munkavégzés és kipufogás üteme alatt.  A motor termikus hatásfokát az növeli, hogy  a szívás és sűrítés energiavesztesége szempontjából egy szokványos sűrítési viszonyú Otto-motorhoz hasonlítható, míg energianyerés szempontjából egy jóval nagyobb sűrítési arányú motorhoz.
Az eredeti Atkinson-mechanizmus több csatoló elemet és csapágyat iktat be a hajtókar és a főtengely excentere közé. Kevesebb ilyen közbülső elemből álló mechanizmust hozott létre a Honda, de ennél a konstrukciónál a szerkezet más részén további gépelemek is szükségesek. Itt a főtengely a szokványos Otto-motorral megegyezően a négy ütem alatt kétszer fordul körbe. A főtengely két fordulatára eső egy teljes lökethossz-módosító periódust  úgy érik el, hogy a főtengely fordulatszámát fogaskerékkel felezik, és a löket modulálását az így meghajtott excenter biztosítja.  A gyártómű adatai szerint szerint ez a megoldás nagy szerepet játszik abban, hogy a dízelmotorokkal összemérhető hatásfokot értek el benzines motorral [4]. A henger lökettérfogata eltér a szívás-sűrítés és a munkavégzés-kipufogás ütempárok  során, ez utóbbinál durván másfélszereshez közeli érték a szívás-sűrítés ütempáréhoz képest. Ha a munkavégző ütem lökettérfogata alapján számolunk, a teljesítmény/lökettérfogat arány kedvezőtlenebb az Otto-motorhoz képest – cserébe a jó hatásfokért, vagyis a kisebb fajlagos tüzelőanyag-felhasználásért és károsanyag-kibocsátásért. A jobb hatásfok miatt azonos motorteljesítményhez azonban a szívóütem lökettérfogata arányosan kisebbre választható egy azonos  teljesítményű hagyományos Otto-motorhoz viszonyítva,  vagyis a munkavégző ütem lökettérfogata sem lesz annak másfélszerese, annál jóval kisebb lehet. 
Az előbbi két megoldás az egyszerű hajtókar helyett bonyolult megoldásokat alkalmaz, míg a következő két konstrukciónál a dugattyú, a hajtókar és főtengely kapcsolata a szokásos. Cserébe többlet hengereket és valamivel bonyolultabb szelepvezérlést találunk. Az Ilmor által kifejlesztett konstrukció [5] lényege legegyszerűbb esetben az, hogy két Otto-ciklus szerint működő henger között egy többletként beépített, nagyobb átmérőjű, de a közös főtengelyre dolgozó henger működik. A négyüteműként dolgozó kisebb átmérőjű hengerekből a kipufogás üteme alatt az égéstermék szeleppel vezérelve a nagyobb átmérőjű hengerbe távozik, ott munkát végez, majd innen történik a végleges kipufogás.  Mivel két henger dolgozik rá, ezért a többlet hengerben a főtengely minden körülfordulására egy munkavégző és egy kipufogó ütem esik. Vegyük észre, hogy a többlet henger miatt így a teljesítmény és össz-lökettérfogat aránya kedvezőtlenül változott.
Még inkább eltérő konstrukció a Scuderi cég koncepciója alapján egy álkétüteműként dolgozó négyütemű motor, amely már 1+1 hengeres kivitelben is létrehozható [6]. A két hengerben a dugattyú közel azonos fázisban mozog. Az első, kisebb átmérőjű henger első ütemében történik a szívás, második ütemében a sűrítés. Az ütem végén az összesűrített keverék átáramlik a nagyobb térfogatú hengerbe, és a munkavégzés-kipufogás két üteme ott játszódik le. Vagyis  egy főtengely fordulat alatt megtörténik mind a négy ütem, a két henger között megosztva. Az össz-lökettérfogat a második henger nagyobb mérete miatt itt is növekedett az azonos teljesítményű Otto-motorhoz képest.

## Atkinson–Miller-ciklus
A hengerek résztöltése szelepvezérlés módosítása által is elérhető, az ilyen motorok működési elvét az Atkinson-ciklus változata, a Miller-ciklus írja le. A Miller-ciklus alapján működő motorokat számos forrás az Atkinson-ciklusú motorok közé sorolja.